# 社パーキングエリア
社パーキングエリア（やしろパーキングエリア）は兵庫県加東市藤田・久米の中国自動車道上にあるパーキングエリア。また、施設は駐車場を除きバス停留所を介して吹田方面・下関方面の相互利用が可能である。

## 道路
- E2A 中国自動車道

## 歴史
- 2007年3月20日：上り線にウェルカムゲートを設置[1]。
- 2022年2月1日：下り線のスナックコーナーが「“ラーメン処・やしろ”」としてリニューアルオープン[2]。

## 施設

### 上り線（大阪方面）
コンビニエンスストアのオープンに伴い、自動販売機は撤去された。
- 駐車場
  - 大型21台
  - 小型32台
  - 二輪4台
- トイレ
  - 男性　大12（和式1・洋式11）・小17 子供用小便器・洋式トイレ有
  - 女性　14（和式1・洋式13）子供用小便器・洋式トイレ有
  - 車椅子用　1
- コンビニエンスストア「セブン-イレブン」（24時間）[3]
  - キャッシュコーナー（セブン銀行）
- 携帯電話充電器（24時間）
- バス停留所

### 下り線（広島方面）
- 駐車場
  - 大型21台
  - 小型32台
  - 二輪4台
- トイレ
  - 男性　大12（和式1・洋式11）・小17 子供用小便器・洋式トイレ有
  - 女性　14（和式1・洋式13）子供用小便器・洋式トイレ有
  - 車椅子用　1
- スナック（西日本高速道路リテール、7:00 - 20:00）
- ショッピング（西日本高速道路リテール、7:00 - 20:00）
- セブン自販機[2]
- 自動販売機
- 携帯電話充電器（7:00 - 20:00）
- バス停留所
- ドッグラン

## バス停留所

### 停車する路線
| のりば | 愛称               | 会社名                 | 行先                                              | 備考       |
| ------ | ------------------ | ---------------------- | ------------------------------------------------- | ---------- |
| 上り線 | 中国ハイウェイバス | 西日本JRバス・神姫バス | 大阪（新大阪駅・大阪駅JR高速バスターミナル・USJ） | 急行便のみ |
| 上り線 | 山崎 - 三ノ宮線    | ウエスト神姫           | 神戸（神姫バス神戸三宮バスターミナル）            |            |
| 下り線 | 中国ハイウェイバス | 西日本JRバス・神姫バス | 加東（社（車庫前））                              | 急行便     |
| 下り線 | 中国ハイウェイバス | 西日本JRバス・神姫バス | 西脇（西脇市役所）                                | 急行便     |
| 下り線 | 中国ハイウェイバス | 西日本JRバス・神姫バス | 加西（北条（アスティアかさい））                  | 急行便     |
| 下り線 | 中国ハイウェイバス | 西日本JRバス・神姫バス | 津山（津山駅）                                    | 急行便のみ |

### バス停へのアクセス
- 神姫バス 嬉野温泉口バス停から徒歩約5分
- 兵庫教育大学から徒歩約30分

## 隣
E2A 中国自動車道
(7-1) ひょうご東条IC - 東条BS - 社PA/BS - (8) 滝野社IC/BS